# Vedran Pelić
Vedran Pelic, né le 1er octobre 1975 à Jablanica, près de Mostar, est un joueur de football international bosniaque, naturalisé Belge en 2002, aujourd'hui retraité et reconverti comme entraîneur. Il évoluait comme attaquant de pointe. Il a remporté la Coupe de Belgique 2001 avec le KVC Westerlo avant de devenir entraîneur.

## Carrière

### Carrière de joueur

#### Débuts en Bosnie et en Allemagne
Né en Bosnie-Herzégovine avant l'éclatement de la Yougoslavie, Vedran Pelic joue chez les jeunes au FK Turbina Jablanica, le club de sa ville natale, puis au Velež Mostar, le grand club de la région. Il
quitte le pays quand la guerre éclate pour rejoindre l'Allemagne et termine sa formation à l'Eintracht Francfort. En 1995, il rejoint le TuS Ahlen, avec qui il est champion d'Oberliga Westfalen, le quatrième niveau du football allemand à l'époque, en fin de saison. Il est transféré par le SV Meppen, qui évolue alors en 2. Bundesliga, où il joue pendant deux ans. Lorsque le club est relégué en 1998, il quitte l'Allemagne et retourne au Velež Mostar pour un an.

#### La reconnaissance en Belgique
À la fin du mois d'avril 1999, Vedran Pelic repart pour l'étranger et rejoint le KVC Westerlo, en première division belge. Il dispute son premier match en Belgique le 1er mai 1998 face au KSK Beveren. À partir de la saison suivante, il obtient un statut de titulaire dans l'équipe et inscrit quinze buts toutes compétitions confondues. Il conserve la confiance de son entraîneur Jan Ceulemans en 2000-2001 et dispute quasiment tous les matches de la saison, y compris la finale de la Coupe de Belgique que le club remporte pour la première fois de son histoire. Ainsi qualifié pour la prochaine édition de la Coupe UEFA, Westerlo est éliminé dès le premier tour par le Hertha Berlin. Vedran Pelic joue les deux rencontres sans parvenir à inscrire un but.

#### Fin de carrière dans les divisions inférieures
Il reste encore un an et demi en Belgique puis rejoint l'Anorthosis Famagouste, dans le championnat chypriote en janvier 2003. Il ne s'y impose pas et quitte le club exactement un an plus tard pour l'União Madeira, en deuxième division portugaise. Après six mois, il revient en Belgique et signe au Patro Eisden Maasmechelen, en Division 2. Après un an, il part pour Beringen Heusden Zolder, qui ambitionne de remonter parmi l'élite. Hélas, le club tombe en faillite en cours de saison, laissant les joueurs sans contrat. Vedran Pelic s'engage alors en avril 2006 avec le Verbroedering Geel, où il termine la saison dans l'équipe réserve. Il aide l'équipe à remonter en Division 2 via le tour final la saison suivante puis quitte le club.
Il part pour l'Allemagne, où il rejoint le Bonner SC, en quatrième division. L'aventure allemande est de courte durée et son contrat est résilié après moins de six mois. Il reste plusieurs mois sans jouer et s'engage finalement en juillet 2008 avec le KFC Racing Mol-Wezel, en Division 3. Après un an, il quitte le club et signe à l'Everbeur Sport Averbode, un club qui évolue alors en première provinciale brabançonne. Il remporte le tour final interprovincial avec le club et joue encore un an en Promotion avant de prendre sa retraite sportive.

### Carrière internationale
Vedran Pelic est sélectionné à deux reprises en équipe nationale de Bosnie-Herzégovine en juin 2001. Il dispute deux rencontres amicales à l'occasion de la Mardeka Cup et inscrit un but contre la Malaisie. Il ne sera plus jamais appelé par la suite.

### Carrière d'entraîneur
Après avoir rangé les crampons, Vedran Pelic est nommé entraîneur des espoirs du KVC Westerlo. Il devient l'adjoint de Frank Dauwen en juillet 2012 et assure l'intérim en tant qu'entraîneur principal pendant deux semaines après le licenciement de ce dernier en avril 2013. Il reprend son rôle de « T2 » après l'arrivée de Dennis van Wijk.

## Palmarès
- Une fois vainqueur de la Coupe de Belgique en 2001 avec le KVC Westerlo

## Statistiques
| Saison                | Club                      | Championnat           | Championnat | Championnat | Coupe nationale | Coupe nationale | Coupe de la Ligue | Coupe de la Ligue | Compétition(s) continentale(s) | Compétition(s) continentale(s) | Compétition(s) continentale(s) | Bosnie-Herzégovine | Bosnie-Herzégovine | Total | Total |
| Saison                | Club                      | Division              | M.          | B.          | M.              | B.              | M.                | B.                | Comp.                          | M.                             | B.                             | M.                 | B.                 | M.    | B.    |
| 1995-1996             | TuS Ahlen                 | Oberliga Westfalen    | -           | -           | -               | -               | 0                 | 0                 | -                              | 0                              | 0                              | 0                  | 0                  | 0     | 0     |
| 1996-1997             | SV Meppen                 | 2. Bundesliga         | -           | -           | -               | -               | 0                 | 0                 | -                              | 0                              | 0                              | 0                  | 0                  | 0     | 0     |
| 1997-1998             | SV Meppen                 | 2. Bundesliga         | -           | -           | -               | -               | 0                 | 0                 | -                              | 0                              | 0                              | 0                  | 0                  | 0     | 0     |
| 1998-1999             | Velež Mostar              | Division 1            | -           | -           | -               | -               | 0                 | 0                 | -                              | 0                              | 0                              | 0                  | 0                  | 0     | 0     |
| 1998-1999             | KVC Westerlo              | Division 1            | 3           | 0           | 0               | 0               | 0                 | 0                 | -                              | 0                              | 0                              | 0                  | 0                  | 3     | 0     |
| 1999-2000             | KVC Westerlo              | Division 1            | 30          | 13          | 2               | 1               | 3                 | 1                 | -                              | 0                              | 0                              | 0                  | 0                  | 35    | 15    |
| 2000-2001             | KVC Westerlo              | Division 1            | 29          | 12          | 5               | 0               | 0                 | 0                 | -                              | 0                              | 0                              | 2                  | 1                  | 36    | 13    |
| 2001-2002             | KVC Westerlo              | Division 1            | 32          | 12          | 2               | 2               | 0                 | 0                 | C3                             | 2                              | 0                              | 0                  | 0                  | 36    | 14    |
| 2002-2003             | KVC Westerlo              | Division 1            | 13          | 1           | 1               | 0               | 0                 | 0                 | -                              | 0                              | 0                              | 0                  | 0                  | 14    | 1     |
| 2002-2003             | Anorthosis Famagouste     | Division 1            | -           | -           | -               | -               | 0                 | 0                 | -                              | 0                              | 0                              | 0                  | 0                  | 0     | 0     |
| 2003-2004             | Anorthosis Famagouste     | Division 1            | 6           | 1           | -               | -               | 0                 | 0                 | C3                             | 1                              | 0                              | 0                  | 0                  | 7     | 1     |
| 2003-2004             | União Madeira             | Division 2            | -           | 1           | -               | 0               | 0                 | 0                 | -                              | 0                              | 0                              | 0                  | 0                  | 0     | 1     |
| 2004-2005             | Patro Eisden Maasmechelen | Division 2            | 30          | 12          | 3               | 1               | 0                 | 0                 | -                              | 0                              | 0                              | 0                  | 0                  | 33    | 13    |
| 2005-2006             | Beringen Heusden Zolder   | Division 2            | 18          | 7           | 1               | 0               | 0                 | 0                 | -                              | 0                              | 0                              | 0                  | 0                  | 19    | 7     |
| 2006-2007             | KFC Verbroedering Geel    | Division 3            | 30          | 14          | 3               | 1               | 0                 | 0                 | -                              | 0                              | 0                              | 0                  | 0                  | 33    | 15    |
| 2007-2008             | Bonner SC                 | Oberliga Nordrhein    | -           | -           | -               | -               | 0                 | 0                 | -                              | 0                              | 0                              | 0                  | 0                  | 0     | 0     |
| 2008-2009             | KFC Racing Mol-Wezel      | Division 3            | 7           | 0           | 1               | 0               | 0                 | 0                 | -                              | 0                              | 0                              | 0                  | 0                  | 8     | 0     |
| 2009-2010             | Everbeur Sport Averbode   | 1re provinciale       | -           | -           | -               | -               | 0                 | 0                 | -                              | 0                              | 0                              | 0                  | 0                  | 0     | 0     |
| 2010-2011             | Everbeur Sport Averbode   | Promotion             | 25          | 17          | 0               | 0               | 0                 | 0                 | -                              | 0                              | 0                              | 0                  | 0                  | 25    | 17    |
| Total sur la carrière | Total sur la carrière     | Total sur la carrière | 223         | 90          | 18              | 5               | 3                 | 1                 | -                              | 3                              | 0                              | 2                  | 1                  | 249   | 97    |